# Personaggi di Zack e Cody al Grand Hotel
Questa pagina contiene informazioni relative ai personaggi della serie televisiva di Disney Channel Zack e Cody al Grand Hotel.

## Zack Martin
Zack Martin, interpretato da Dylan Sprouse, vive in una suite dell'hotel Tipton di Boston, insieme alla mamma e al fratello Cody. Durante tutte le stagioni flirta con diverse ragazze, anche se raramente rimane con loro per più di un episodio. Zack si caccia frequentemente nei guai, nei quali coinvolge anche il fratello Cody. Capita spesso che Zack si prenda gioco di lui, che ha un'indole più timida e da intellettuale. È molto bravo negli sport tra i quali il basket, il football e lo skateboard, di cui è grande appassionato. Non riesce molto nello studio, al contrario del fratello. Ma nonostante questo, è altrettanto intelligente e abile. L'unica materia in cui riesce è quella della lavorazione del legno. In Un cavaliere per Maddie, i suoi voti migliorano improvvisamente quando scopre che a Maddie, per la quale ha una cotta, piacciono i ragazzi intelligenti. In un'altra occasione Zack, che è costretto a frequentare corsi estivi per recuperare alcuni voti scolastici, mostra il suo lato intellettuale diventando persino impopolare a causa della sua bravura.

## Cody Martin
Cody Martin, interpretato da Cole Sprouse, abita in una suite di un albergo di Boston. Dalla seconda stagione fino al termine della serie, Cody ha una relazione con una sua compagna di scuola: Barbara Brownstein. Durante le vacanze estive lavora come ragazzo delle borse presso il minimarket Paul Revere.
Cody tende ad avere un atteggiamento più attento e responsabile del fratello, ma in alcune occasioni pecca di avidità. Ad esempio in Rischia tutto Cody e Zack partecipano ad un gioco televisivo a premi. Zack, ormai stanco, avendo dovuto sostenere diverse prove fisiche, decide di accontentarsi di ciò che avevano vinto fino a quel punto, ma Cody, nel tentativo di vincere un viaggio alle Hawaii, sceglie di continuare portando entrambi a perdere tutto. Cody è il "secchione" della scuola e sogna di andare all'università di Harvard.

## London Tipton
London Tipton, interpretata da Brenda Song, è nata nel 1990 da padre statunitense e madre thailandese. I suoi genitori si sono separati quando era bambina, e le sono sempre stati lontani. London vive all'hotel Tipton di Boston. Produce con i suoi amici un web-show chiamato “Viva me” dove ospita celebrità come The Cheetah Girls. È una studentessa negligente ed è stata espulsa da tutte le scuole private della città. Suo padre la iscrive allora alla scuola privata cattolica “Nostra Signora del Perpetuo Dolore”, che frequenta anche Maddie. Più avanti nella serie, London viene espulsa perché si assentava sempre alle lezioni ed è così costretta a iscriversi a "High Cheevers School", la scuola che frequentano Zack e Cody.

## Maddie Fitzpatrick
Madeline “Maddie” Fitzpatrick, interpretata da Ashley Tisdale, è una ragazza che lavora al banco dei dolci dell'hotel Tipton. Maddie è molto intelligente, laboriosa ed è un'aperta sostenitrice delle cause ambientali. Nel corso della prima stagione fa da baby-sitter a Zack e Cody. È amica di London e di Esteban, con cui si caccia spesso in qualche guaio. Ha frequentato la scuola cattolica privata “Nostra Signora del Dolore Perpetuo” e, successivamente, la “High Cheevers School”, la stessa scuola di Zack, Cody, London e Nia. Nella puntata Pilota la tua vita rivela che il suo nome per intero è: Madeline Margaret Genevieve Miranda Catherine Fitzpatrick.

## Marion Moseby
Marion Moseby, interpretato da Phill Lewis, è il direttore dell'hotel Tipton di Boston. Ha cominciato a lavorare come fattorino nel 1987, e successivamente è stato promosso come direttore dell'albergo. Considera il giorno dell'arrivo di Zack e Cody al Tipton la fine della felicità. È sempre pronto ad accusarli ogni volta che accade qualcosa di spiacevole. Per esempio nell'episodio Scary Movie Moseby trova tutti i mobili della hall spostati davanti alla porta di ingresso dell'albergo e, senza avere alcuna prova, incolpa Zack e Cody dell'accaduto. Nonostante l'evidente avversione per i ragazzi, in realtà nutre un grande affetto per loro.

## Carey Martin
Carey Martin, interpretata da Kim Rhodes, è la madre di Zack e Cody e lavora come cantante al piano bar dell'hotel. È stata sposata con Kurt Martin, da cui ha divorziato dopo la nascita dei gemelli. Ama molto i suoi figli, comportandosi a volte in modo iperprotettivo nei loro confronti, nel tentativo di tenerli lontani dai guai, ma spesso non ci riesce. Frequentemente, quando cerca di insegnare ai figli una lezione, raccontando storie del suo passato e dei suoi numerosi ex-fidanzati, Zack e Cody manifestano sempre grande disappunto.

## Personaggi secondari
- Esteban Julio Ricardo Montoya de la Rosa y Ramírez, interpretato da Adrian R'Mante, è il fattorino di origini sudamericane dell'hotel Tipton. È un ballerino di talento e sogna di essere il direttore dell'albergo. È molto amico dei gemelli e di Maddie e ha un pollo domestico di nome Dudley a cui è molto affezionato. È apparso in un episodio di Zack e Cody sul ponte di comando in cui a bordo della SS Tipton si è sposato con la fidanzata Francesca (Marisa Ramirez). Nello stesso episodio rivela di essere stato promosso da fattorino ad assistente del direttore dell'albergo.

- Arwin Q. Hawkhauser, interpretato da Brian Stepanek, è uno stravagante inventore di origini greche che lavora come ingegnere per l'hotel Tipton. È molto amato da Zack e Cody, anche se, in diverse occasioni, dimostra di avere un carattere infantile. Ha una cotta per Carey, ma ha paura di farsi avanti ed ogni volta che Carey lo bacia, lui sviene. In passato, è stato un giocatore professionista di bowling, come mostrato nell'episodio Bowling, ma ha smesso di giocare a causa della pressione subita dalla madre.

- Mary Margaret e Corrie, interpretate da Vanessa Hudgens e Monique Coleman, sono due compagne di scuola di Maddie e London. La prima è svampita e grande ammiratrice di London, mentre la seconda non la sopporta, ma finge di adorarla solo perché è ricca.

- Kurt Martin, interpretato da Robert Torti, è il padre di Zack e Cody. È l'ex-marito di Carey Martin ed è un genitore divertente e spontaneo. È il leader della banda rock "The Annexes", in cui suona il basso elettrico e con cui è spesso in tournée, ma cerca di essere presente più che può per i suoi figli.

- Muriel (stagione 1), interpretata da Estelle Harris, è la pigra e golosa donna delle pulizie dell'hotel. Iniziò a lavorare al Tipton nel 1938[3]. Appare nella prima stagione. Riappare nell'ultimo episodio della terza stagione, dove si viene a sapere che era andata in pensione due anni prima. Ha prestato servizio al Tipton hotel dal 1938 al 2006, quindi per ben 68 anni.

- Bob, interpretato da Charlie Stewart, è uno dei migliori amici di Zack e Cody, intelligente ma anche dislessico. Fa un'apparizione in Zack e Cody sul ponte di comando dove rivela di essere il ragazzo di Barbara, la ex di Cody.

- Jessica e Janice Ellis, interpretate da Camilla e Rebecca Rosso, sono due sorelle gemelle inglesi. Dopo aver visitato l'hotel Tipton per un convegno sui gemelli, si sono iscritte alla scuola di Zack e Cody.

- Suor Dominique, interpretata da Marianne Muellerleile, è una suora, insegnante di Maddie e London nella scuola di “Nostra Signora Del Dolore Perpetuo”. Sembra favorire London a Maddie. Come le altre suore della scuola, è un'appassionata di wrestling.

- Barbara Brownstein, interpretata da Sophie Tamiko Oda, è una ragazza intelligente di origine giapponese. È stata la ragazza di Cody, ma si è fidanzata con Bob quando Cody ha lasciato l'hotel.

- Lance Fishman, interpretato da Aaron Musicant, è il bagnino della piscina del Tipton, piuttosto ottuso e fissato con l'acqua. Nella prima stagione, nell'episodio Questo albergo non è una casa, ha una relazione di breve durata con Maddie e, successivamente, in Affogare o nuotare, ne ha una con London.

- Millicent, interpretata da Kara Taitz, è una delle ragazze che lavorano al banco dei dolci, sostituendo Maddie durante la sua assenza. Millicent si spaventa e sviene facilmente.

- Nia Moseby, interpretata da Giovonnie Samuels, è la nipote di Marion Moseby. Ha un carattere molto forte ed è sempre a caccia di soldi facili. Lavora part-time al banco dei dolci, sostituendo Maddie durante la sua assenza. È venuta a lavorare al Tipton in modo che lo zio Marion possa aiutarla a comportarsi come una ragazza responsabile.

- Wilfred Tipton, interpretato da John Michael Higgins, è il padre di London e il proprietario dell'hotel Tipton. È sempre stato poco presente per la figlia e ogni volta che manca ad un incontro con lei, le manda un gioiello per farsi perdonare. In Zack e Cody al Grand Hotel non si vede mai il suo aspetto, perché è sempre circondato da guardie del corpo. In Zack e Cody sul ponte di comando per la prima volta mostra il suo volto nell'episodio Accadde a Kettelcorn[4].

- Chef Paolo: Cuoco italiano del Tipton, è un uomo robusto, vanesio e cibo dipendente ovvero non sa stare lontano da nessun genere di alimento, soprattutto i dolci. Quando il suo medico gli prescrive di tenersi alla larga dai cibo poco sani, Cody  cerca di aiutarlo senza successo, cosa che lo spinge a rimproverare aspramente lo chef. Paolo, dispiaciuto di aver deluso il suo giovane protetto, inventa un menù molto gustoso e salutare a base di verdure in modo da rendere più facile per lui e altri seguire una dieta sana.

### Apparizioni
| Personaggio            | Interpretato da         | Stagione 1 | Stagione 2 | Stagione 3 | Totale | Prima apparizione             |
| ---------------------- | ----------------------- | ---------- | ---------- | ---------- | ------ | ----------------------------- |
| Esteban Ramírez        | Adrian R'Mante          | 22         | 30         | 18         | 70     | Questo albergo non è una casa |
| Arwin Hawkhauser       | Brian Stepanek          | 13         | 18         | 12         | 43     | L'ammiratore segreto          |
| Mary Margaret          | Monique Coleman         | 8          | 10         | 4          | 22     | Un cavaliere per Maddie       |
| Kurt Martin            | Robert Torti            | 2          | 6          | 10         | 18     | È tornato papà                |
| Muriel                 | Estelle Harris          | 16         | 0          | 1          | 17     | Ispezione in albergo          |
| Bob                    | Charlie Stewart         | 1          | 13         | 2          | 16     | Idea geniale                  |
| Jessica e Janice Ellis | Camilla e Rebecca Rosso | 0          | 6          | 8          | 14     | Gemelli al Tipton             |
| Suor Dominique         | Marianne Muellerleile   | 0          | 4          | 8          | 12     | Chi la fa l'aspetti           |
| Corrie                 | Vanessa Hudgens         | 0          | 6          | 7          | 13     | Chi la fa l'aspetti           |
| Barbara Brownstein     | Sophie Oda              | 1          | 4          | 5          | 10     | Rock Star al Grand Hotel      |
| Lance Fishman          | Aaron Musicant          | 3          | 3          | 4          | 10     | Questo albergo non è una casa |
| Millicent              | Kara Taitz              | 0          | 0          | 10         | 10     | Un'estate infelice            |
| Nia Moseby             | Giovonnie Samuels       | 0          | 0          | 7          | 7      | La nuova dipendente           |